# Orosia (película)
Orosia es una película española de drama estrenada el 31 de enero de 1944, dirigida por Florián Rey y protagonizada en los papeles principales por Blanca de Silos y José Nieto.
El 6 de julio de 1944 la película consiguió un premio económico de 250.000 ptas., en el Concurso Nacional de Cinematografía, que fue abonado por Sindicato Nacional del Espectáculo.

## Sinopsis
La historia empieza en 1900 con la inminente boda entre Orosia Garcés de Abarca y Eloy Sancho de Embún. Pero su felicidad se truncará cuando el futuro esposo muera apuñalado como resultado de las rivalidades de las serenatas nocturnas ante el balcón de la novia. Los vecinos sospechan del pendenciero Venancio y de Joselón de Urríes, un antiguo pretendiente de Orosia.

## Reparto
- Blanca de Silos como Orosia.
- José Nieto como Joselón.
- Nicolás Perchicot como Don Pablo.
- María Bru como Sabel.
- Delfín Jerez como Gracián.
- José Sepúlveda como Venancio.
- José Isbert como Don Cándido.
- Ángel Belloc como Eloy.
- Mariana Larrabeiti como Jacinta.
- Julia Lajos como Rosa.
- Antonia Plana como Doña Clara.
- Salvador Videgain como Don Alonso.
- Luis Pérez de León como Calixto.
- Ana María Quijad como Remigia.
- Ana de Leyva como Blasa.
- Luis Villasiul como Don Valentín.
- Lolita Valcárcel como Vicenta.
- Fernando Sancho como Mañico bronquista.